# Carol Menken-Schaudt
Carol Jean Menken-Schaudt (Albany, 23 november 1957) is een voormalig Amerikaans basketbalspeelster. Zij won met het Amerikaans basketbalteam de gouden medaille tijdens de Olympische Zomerspelen 1984. Ook won ze met het nationale team goud op de World University Games 1983.  
Menken speelde voor het team van Linn–Benton Community College en de Oregon State University. Daarna speelde ze zes jaar in Italië en twee jaar in Japan. In 1984 won ze de Ronchetti Cup met SS Bata Roma.
Tijdens de Olympische Zomerspelen 1984 in Los Angeles won ze olympisch goud door Zuid-Korea te verslaan in de finale met 85-55.